# Zeno Van Den Bosch
Zeno Van Den Bosch (* 6. Juli 2003 in Brasschaat) ist ein belgischer Fußballspieler. Er spielt auf der Position des Innenverteidigers und steht bei Royal Antwerpen unter Vertrag. Zudem war er belgischer Nachwuchsnationalspieler.

## Karriere im Vereinsfußball

### Royal Antwerpen
Zeno Van Den Bosch spielte anfänglich bei Mariaburg VK, bevor er über Umwege bei Beerschot AC und bei Lierse SK in der Akademie von Royal Antwerpen landete. Am 18. Januar 2023 gab er im Alter von 19 Jahren beim 3:0-Sieg bei KV Ostende sein Profidebüt in der Division 1A. Zum Saisonende gewann Van Den Bosch mit Royal Antwerpen das Double aus belgischer Meisterschaft und dem belgischen Pokal. Dabei kam er in der Liga in der regulären Saison sowie in den Meisterschafts-Play-offs zu insgesamt sieben Einsätzen, im belgischen Pokalwettbewerb zu zwei Partien (darunter im Finale).
In der darauffolgenden Saison erkämpfte sich Zeno Van Den Bosch ab dem 17. Spieltag nach und nach einen Stammplatz als Innenverteidiger und kam mit seinem Verein zudem auch in der Gruppenphase der Champions League zum Einsatz, als dort die Gegner FC Barcelona, Schachtar Donezk und FC Porto hießen. Dabei kam er zu drei Einsätzen. Sowohl in der belgischen Liga als auch im Pokalwettbewerb wurde die Titelverteidigung verfehlt. Stammspieler war Van Den Bosch auch in seinem dritten Jahr, dabei musste sein Verein in das ligainterne Entscheidungsspiel um die Teilnahme am internationalen Geschäft, welches Royal Antwerpen mit 1:2 gegen den RSC Charleroi verlor.

## Nationalmannschaftslaufbahn
Zeno Van Den Bosch war belgischer Nachwuchsnationalspieler und kam sowohl für die U17 als auch für die U21 der „Roten Teufel“ zum Einsatz.